# Amphilepis norvegica
Amphilepis norvegica is een slangster uit de familie Amphilepididae.
De wetenschappelijke naam van de soort werd in 1865 gepubliceerd door Axel Vilhelm Ljungman.